# FC Rapperswil-Jona
El FC Rapperswil-Jona es un equipo de fútbol de Suiza que juega en la Challenge League, la segunda división de fútbol en el país.

## Historia
Fue fundado en 29 de agosto de 1928 en la poblado de Rapperswil en St. Gallen y es el club de fútbol que representa a la ciudad dentro del fútbol profesional en Suiza.
En la temporada 2016/17 ganó el título de la 1. Liga Promotion para lograr el ascenso a la Challenge League por primera vez en su historia.

## Palmarés
- 1. Liga Promotion: 2

2016/17, 2024/25

## Jugadores

### Jugadores destacados
- Roberto Carlos Sosa